# Grand Prix moto d'Ulster 1962
Le Grand Prix moto d'Ulster 1962 est la septième manche du Championnat du monde de vitesse moto 1962. La compétition s'est déroulée le 11 août 1962 sur le Circuit de Dundrod dans le Comté d'Antrim (Irlande). C'est la 34e édition du Grand Prix moto d'Ulster et la 14e édition comptant pour le championnat du monde.

## Résultats des 500 cm³
| Pos | Pilote           | Moto      | Temps/Écart       | Points |
| --- | ---------------- | --------- | ----------------- | ------ |
| 1   | Mike Hailwood    | MV Agusta | 1 h 18 min 20 s 6 | 8      |
| 2   | Alan Shepherd    | Matchless | +3 min 45 s 2     | 6      |
| 3   | Phil Read        | Norton    | +4 min 44 s 0     | 4      |
| 4   | Ron Langston     | Norton    | +1 tour           | 3      |
| 5   | Tony Godfrey     | Norton    | +1 tour           | 2      |
| 6   | Ray Spence       | Norton    | +1 tour           | 1      |
| 7   | Peter Middleton  | Norton    | +1 tour           |        |
| 8   | Roy Ingram       | Norton    | +1 tour           |        |
| 9   | Sid Mizen        | Matchless | +1 tour           |        |
| 10  | Ralph Bryans     | Norton    | +1 tour           |        |
| 11  | Tom Thorp        | Norton    | +1 tour           |        |
| 12  | Jack Ahearn      | Norton    | +1 tour           |        |
| 13  | Alf Shaw         | Norton    | + ?               |        |
| 14  | Karl Recktenwald | Norton    | + ?               |        |
| 15  | Dennis Fry       | Norton    | + ?               |        |
| 16  | Patrick Plunkett | Matchless | + ?               |        |
| 17  | Tommy Holmes     | Matchless | + ?               |        |
| 18  | Jimmy Jones      | Norton    | + ?               |        |
| 19  | ...              | ...       | + ?               |        |

## Résultats des 350 cm³
| Pos | Pilote             | Moto      | Temps             | Points |
| --- | ------------------ | --------- | ----------------- | ------ |
| 1   | Jim Redman         | MV Agusta | 1 h 20 min 40 s 6 | 8      |
| 2   | František Št'astný | Jawa      | + ?               | 6      |
| 3   | Tommy Robb         | Honda     | + ?               | 4      |
| 4   | Alan Shepherd      | AJS       | + ?               | 3      |
| 5   | Gustav Havel       | Jawa      | + ?               | 2      |
| 6   | Michael Duff       | AJS       | + ?               | 1      |
| 7   | ...                | ...       | + ?               |        |

## Résultats des 250 cm³
| Pos | Pilote           | Moto       | Temps             | Points |
| --- | ---------------- | ---------- | ----------------- | ------ |
| 1   | Tommy Robb       | Honda      | 1 h 10 min 58 s 6 | 8      |
| 2   | Jim Redman       | Honda      | + ?               | 6      |
| 3   | Luigi Taveri     | Honda      | + ?               | 4      |
| 4   | Arthur Wheeler   | Moto Guzzi |                   | 3      |
| 5   | Campbell Donaghy | Ducati     | + ?               | 2      |
| 6   | Stuart Graham    | Aermacchi  | + ?               | 1      |
| 7   | ...              | ...        | + ?               |        |

## Résultats des 125 cm³
| Pos | Pilote         | Moto   | Temps          | Points |
| --- | -------------- | ------ | -------------- | ------ |
| 1   | Luigi Taveri   | Honda  | 58 min 45 s 6  | 8      |
| 2   | Tommy Robb     | Honda  | + 0 s 0        | 6      |
| 3   | Jim Redman     | Honda  | + 0 s 2        | 4      |
| 4   | Teisuke Tanaka | Honda  | + 49 s 0       | 3      |
| 5   | Hugh Anderson  | Suzuki | + 2 min 25 s 2 | 2      |
| 6   | Paddy Driver   | EMC    | + 3 min 18 s 4 | 1      |
| 7   | ...            | ...    | + ?            |        |